# IC 2059
IC 2059 — галактика типу SB0 (компактна витягнута галактика) у сузір'ї Ерідан.
Цей об'єкт міститься в оригінальній редакції індексного каталогу.